# صخور مبحرة

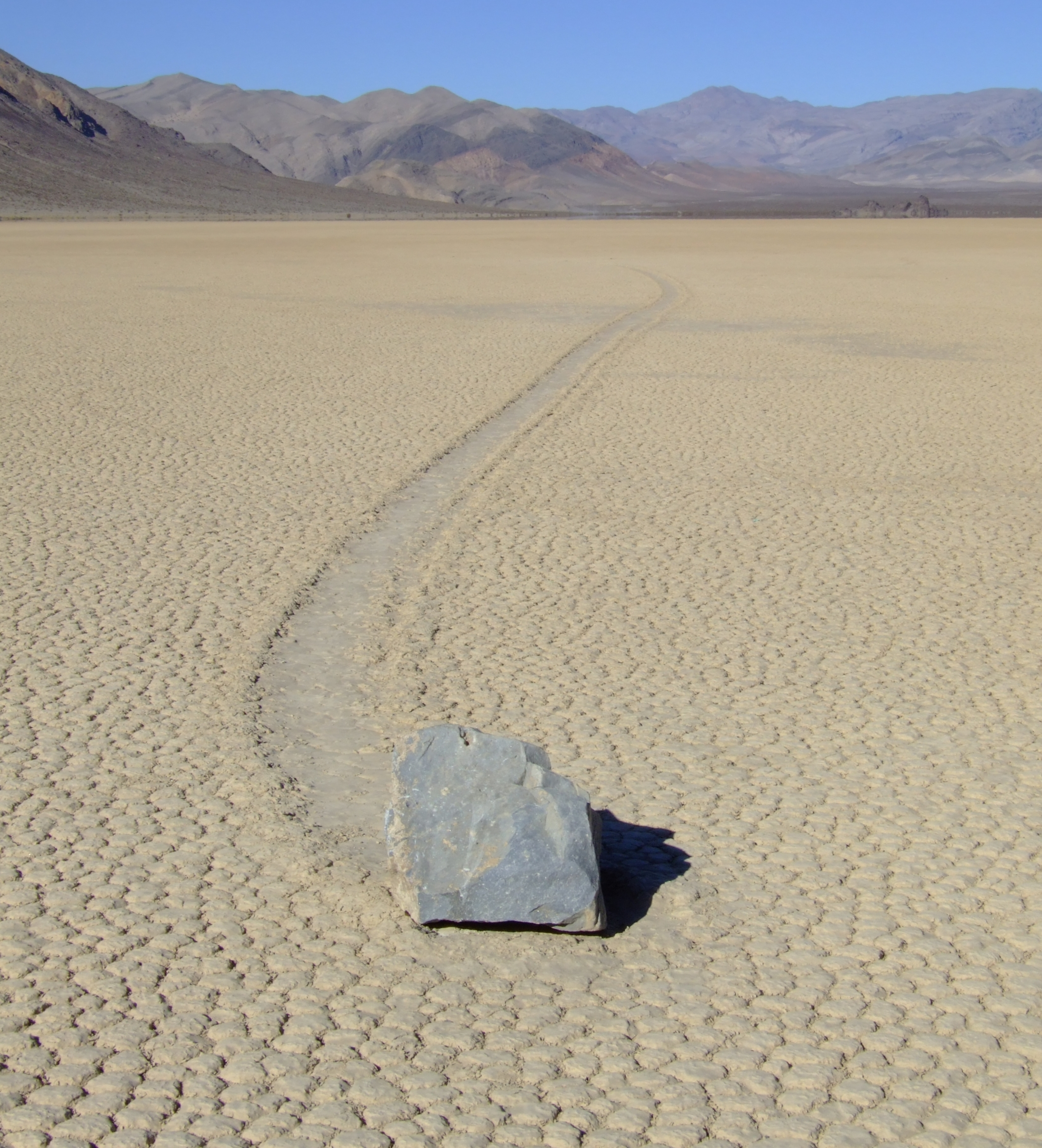
حجر متحرك في ريستراك بلايا.

الصخور المبحرة أو الأحجار المتحركة (بالإنجليزية: moving rocks)‏، وهي ظاهرة جيولوجية حيث تتحرك الصخور وتترك مسارات طويلة في قاع الوادي السلس دون تدخل بشري أو حيواني. تترك الحجارة ذات القاع الخشن مسارات مخططة مستقيمة بينما ذات القاع الأملس فإنها تميل إلى التجول. تتحرك هذه الصخور عندما تطفوا قطعة كبيرة رقيقة من الجليد فوق بحيرة شتوية مؤقتة التي تبدأ بالذوبان والتكسر في الايام الدافئة وتتجمد مرة أخرى في الليالي الباردة. رقائق الجليد هذه تتحرك بفعل الرياح فبالتالي تدفع الصخور بسرعة 5 م /د. تنقلب الحجارة أحيانا، فتعرض الحافة الأخرى على الأرض، وتترك مسار مختلف في أثر الحجر.
تختلف المسارات أحيانا من ناحية الاتجاه وطول المسار. فالصخور التي تبدأ بجانب بعضها البعض قد تسافر مع بعضها بشكل متوازي لبعض الوقت، قبل أن يغير احدها بشكل مفاجئ اتجاهه إلى اليسار أو اليمين، أو حتى العودة إلى الاتجاه التي جائت منه. يتفاوت طول أثر - فالحجرين ذات الحجم والشكل المماثل يتنقلان بشكل موحد، ثم قد يستمر أحداها قدما أو يتوقف في مساره.